# Sokołowe Skały
Sokołowe Skały zwane też Słonecznym Cyrkiem – dwie stojące naprzeciwko siebie grupy skał na wierzchowinie Wyżyny Olkuskiej. Znajdują się w grupie Słonecznych Skał na orograficznie prawym zboczu  Doliny Szklarki, w obrębie miejscowości Jerzmanowice, w odległości około 2 km na południowy wschód od szosy z Krakowa do Olkusza. Cała grupa Słonecznych Skał znajduje się na terenie bezleśnym, wśród pól uprawnych i należy do tzw. Ostańców Jerzmanowickich. Sokołowe Skały, podobnie jak wszystkie ostańce wchodzące w skład Słonecznych Skał, są pomnikami przyrody.
Sokołowe Skały są udostępnione do wspinaczki skalnej i są jednym z bardziej popularnych rejonów wspinaczki. Mają postać dwóch murów skalnych; krótszego zachodniego i dłuższego wschodniego. Wspinacze skalni w murze zachodnim wyróżniają następujące formacje skalne:
- Eternit; 2 drogi wspinaczkowe o trudności VI i VI.3+ w skali krakowskiej
- Soczewka; 11 dróg, od V+ do VI.6,
- Połać  Skwira; 11 dróg od II do VI,
- Filarek Bularza i Płytka Bendusiego; 27 dróg od III+ do VI.5+,
- Piktogramy; 10 dróg od IV do VI.1[5]

W murze wschodnim znajdują się:
- Przełaz; 35 dróg o trudności od III+ do VI.5+,
- Szeroki Komin; 20 dróg, o trudności od II do VI.3,
- Wschodni Mur; 24 drogi o trudności od III do VI.4+[5].

Niemal wszystkie drogi są obite ringami i mają stanowiska zjazdowe. Znajdują się na terenie prywatnym, z dala od domów, wśród pól uprawnych. Dawniej znajdowały się na terenie zupełnie bezleśnym, ale  wskutek zaprzestania użytkowania rolniczego tereny przylegające do skał zaczynają zarastać drzewami i krzewami.